# برص القط
برص القط أو أبو بريص القط (الاسم العلمي: Aeluroscalabotes felinus)، نوع من أبو بريص، أعطانه في إندونيسيا وماليزيا وسنغافورة وكمبوديا وتايلاند. وهو النوع الوحيد داخل جنس Aeluroscalabotes. سُمي أبو بريص القط لأنهُ يقوم بلف ذيله حول نفسه عندما ينام، على غرار القطط.